# Olanguina
Olanguina es una comuna camerunesa perteneciente al departamento de Méfou-et-Afamba de la región del Centro. Como arrondissement recibe el nombre de Assamba.
En 2005 tiene 4801 habitantes.
Se ubica unos 50 km al este de la capital nacional Yaundé.

## Localidades
Comprende, además de Olanguina, las siguientes localidades:
- Akomkada
- Akondo
- Ayene
- Emvan
- Kah
- Kombo
- Mfou-Assamba
- Mimbang
- Mvolo
- Ngona
- Ngosse
- Nkolessong
- Nkoltop
- Nkosso
- Nguinda